# Epirrhoe fulminata
Epirrhoe fulminata là một loài bướm đêm trong họ Geometridae.